# Албазинское воеводство
Албазинское воеводство — административно-территориальное образование в составе Русского царства с центром в Албазине (Приамурье). Основано в 1682 году, но по Нерчинскому договору оставлено в 1689 году. Первым и единственным воеводой был Алексей Толбузин.

## География
Территориально в состав Албазинского воеводства входили земли дауров по берегам рек Шилка и Аргунь к востоку от Нерчинского воеводства до Большого Хингана. На восток владения албазинского воеводы распространялись до берегов рек Зея. Бассейн Сунгари принадлежал маньчжурам, а форпостом был Айгун. Северной границей воеводства был Становой хребет. Помимо Албазина в состав воеводства входили Верхнезейский, Долонский, Кумарский и Селемджинский остроги.

## История
Начало Албазинскому воеводству было положено еще экспедицией Ерофея Хабарова c основания одноименного острога в 1651 году с гарнизоном в 50 казаков. В 1658 году маньчжурам удалось разрушить Албазин, а также несколько других русских поселений и городков. В 1665 году в опустевшем Албазинском остроге Никифор Черниговский основал казачьей республике («вольницу»). В короткое время вокруг него поднялись русские деревни и слободки — Игнашина, Монастырщина, Озерная, Ондрюшкина, Солдатова, Панова. Прибывавшие на Амур пашенные крестьяне снабжали быстро растущее население хлебом. У албазинцев было более 2 тыс. голов крупного рогатого скота и много других домашних животных. Недалеко от Албазинского острога был основан Спасский монастырь из 4 монахов. Иеромонах Гермоген в 1671 г. привез туда икону Албазинской Божьей матери. В 1672 году казачья республика признала юрисдикцию русского царя.
26 мая 1682 г. были учреждены Албазинское воеводство, его герб и печать. 12 июня 1685 года началась осада Албазина маньчжурскими войсками. 26 июня 1685 года русские беспрепятственно покинули город и двинулись на запад. Маньчжурский (богдойский или китайский) полководец Лантань уничтожил строения Албазина и, считая свою миссию выполненной, отошел к Айгуну. Вскоре русские возвратились и восстановили Албазинский острог. На следующий год маньчжурам пришлось вторично осаждать Албазин. Во время второй осады смертельное ранение получил воевода Алексей Толбузин. Оборону возглавил Афанасий Бейтон. В 1689 году с маньчжурами был заключен Нерчинский договор, в результате которого Албазинское воеводство было упразднено. Территории восточнее Зеи остались без определенного статуса.